# Кохання (фільм, 2011)
«Кохання» (англ. Love) — американська фантастична драма режисера Вільяма Юбенка (був також сценаристом й оператором), що вийшла 2011 року. У головних ролях Ґаннер Райт, Бредлі Горн, Корі Річардсон.
Продюсерами були Angels & Airwaves, Том ДеЛонг, Ден Фіґур. Вперше фільм продемонстрували 2 лютого 2011 року у США на кінофестивалі у Санта Барбарі. В Україні прем'єра фільму відбулась 16 травня 2013 року.

## Сюжет
| Сюжет фільму пронизують відразу дві історії, події яких відбуваються з розривом в 175 років. На дворі 2039, Лі Міллер, астронавт США, вирушає на орбітальну космічну станцію, де має провести деякий час сам, наодинці, щоб перевірити системи життєзабезпечення і безпеки. Через деякий час після стикування зі станцією герой дізнається, що на Землі відбуваються події, які стануть на заваді його поверненню додому. Відрізаний від планети, без можливості спілкування з командою, Міллер потихеньку починає втрачати глузд, поки не знаходить щоденник такого собі Лі Бріггса, свідка і учасника громадянської війни 1864 року. Зачитуючись думками і міркуваннями героя з минулого, Лі Міллер знаходить своє перебування на станції осмисленим, а так само відкриває для себе, що він… |

## У ролях
| Актор          | Персонаж                     | Роль                         |
| -------------- | ---------------------------- | ---------------------------- |
| Ґаннер Райт    | Лі Міллер (англ. Lee Miller) | капітан                      |
| Бредлі Горн    | Лі Бріґґс (англ. Lee Briggs) | капітан                      |
| Корі Річардсон | МакКлейн (англ. McClain)     | генерал                      |
| Ненсі Стелл    |                              | російська жінка-астронавт    |
| Ембер Чилдерс  |                              | американська жінка-астронавт |

## Знімальна група
- Режисер — Вільям Юбенк
- Сценарист — Вільям Юбенк
- Продюсер — Angels & Airwaves, Ден Фігур, Нат Колбек
- Композитор — Angels & Airwaves

## Сприйняття

### Критика
Фільм отримав змішані відгуки: Rotten Tomatoes дав оцінку 57% на основі 14 відгуків від критиків (середня оцінка 5,3/10) і 47% від глядачів із середньою оцінкою 3,2/5 (370 голосів), Internet Movie Database — 5,6/10 (3 897 голосів), КиноПоиск — 5.682/10 (1 233 голосів).

### Нагороди і номінації[7]
| Рік  | Нагорода                                         | Категорія                                              | Номінант                                        | Результат |
| ---- | ------------------------------------------------ | ------------------------------------------------------ | ----------------------------------------------- | --------- |
| 2011 | Athens International Film Festival               | Найкращий режисер                                      | Вільям Юбенк                                    | Перемога  |
| 2012 | Motion Picture Sound Editors (Golden Reel Award) | Найкращий звуковий монтаж — відразу на відео — на живо | Енді Koyama, Стів Бейн, Боб Келоу Крейґ Геніґан | Перемога  |